# Perianaal abces

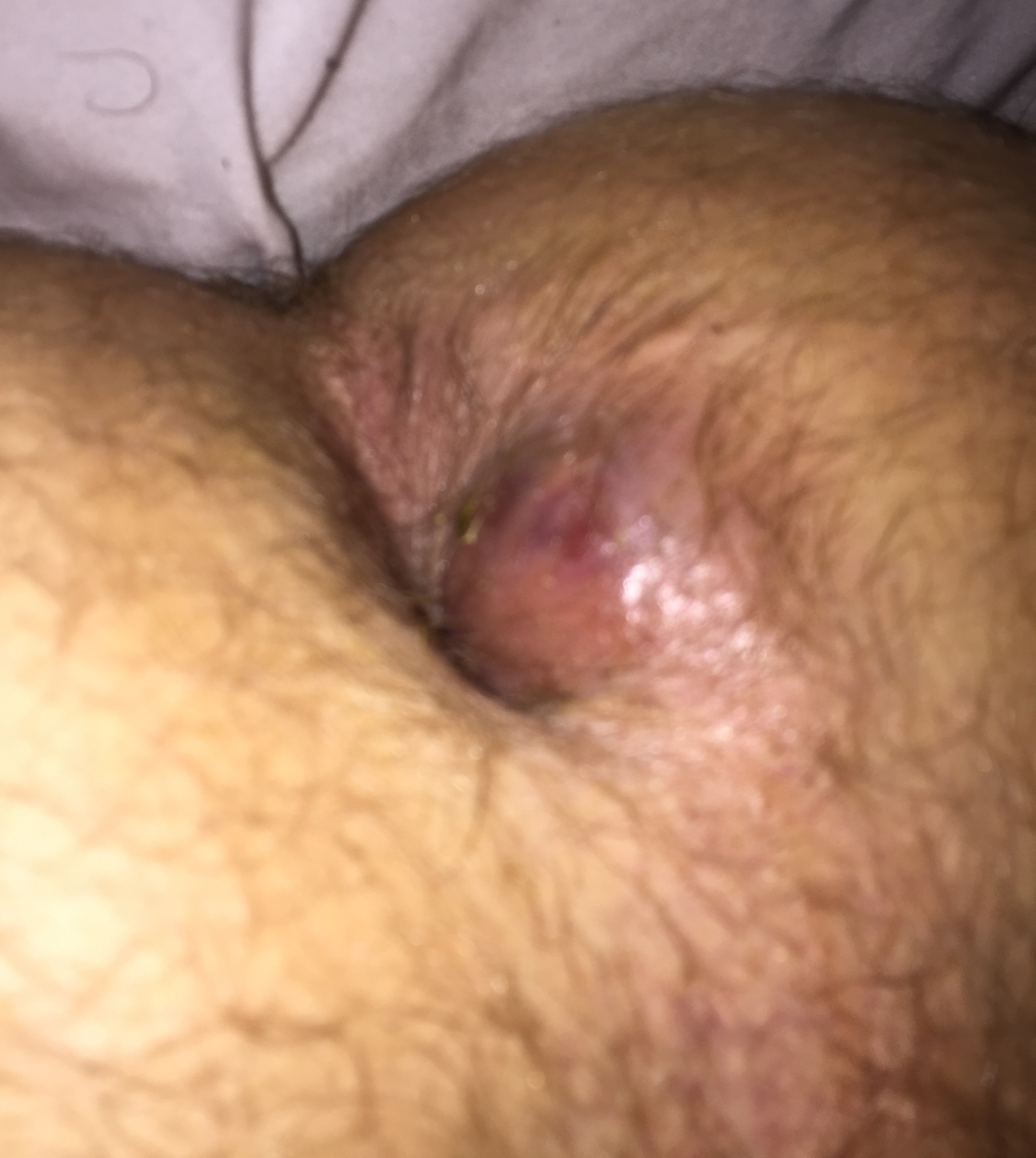
Een (peri)anaal abces

Een perianaal abces, ook wel anorectaal of anaal abces, is een abces (ophoping van pus in een holte) bij de anus. Het wordt veroorzaakt door een ontsteking van de anorectale klier(en) die zich heeft uitgebreid naar de huid. Een perianaal abces kan oppervlakkig zijn, maar ook zeer diep, waardoor deze aan de buitenkant niet zichtbaar is.

## Symptomen
Ernstige pijn in de perianale regio is het meest voorkomende symptoom van een anaal abces. In het begin kan de pijn nog sporadisch zijn, maar de pijn zal onontkomelijk verergeren. De pijn is het ergst tijdens het zitten, hetgeen onmogelijk kan worden. Constipatie en afscheiding uit het rectum kunnen zich ook voordoen. 
Er is vrijwel altijd sprake van een voelbare zwelling rond de anus, die warm en hard aanvoelt, behalve wanneer de infectie zich in dieper weefsel bevindt; men spreekt dan ook wel van een rectaal abces. De aandoening resulteert uiteindelijk in ernstige pijn. Hoge koorts en nachtzweten kunnen optreden. De koorts kan het ergst zijn tijdens de nacht.
Kleinere anorectale abcessen kunnen door de huid barsten en geven vaak klachten zoals jeuk en afscheiding rond de anus. Pijn kan dan afwezig zijn. Ook in dat geval dient er behandeling plaats te vinden, omdat het kan leiden tot systemische infectie en necrose. Antibiotica zijn ook niet zinvol bij kleinere abcessen.
Een perianaal abces kan in het begin nog onterecht aangezien worden voor een aambei, maar bij abcessen zal de pijn snel verergeren en zijn middelen tegen aambeien niet effectief. Bovendien treden koorts en nachtzweten op.

## Diagnose
De diagnose kan vaak gesteld worden aan de hand van een lichamelijk onderzoek. Wanneer er een vermoeden is dat de ontsteking zich dieper in het rectum bevindt, kan beeldvormend onderzoek verricht worden. Voorbeelden van zulke onderzoeken zijn een MRI- of CT-scan.
Een perianaal abces kan verward worden met een aandoening die er geenszins verband mee houdt, bijvoorbeeld sinus pilonidalis of hidradenitis suppurativa. Ook om die reden kan er gebruik worden gemaakt van beeldvormend onderzoek. 

### Differentiële diagnose
Perianale abcessen kunnen ten onrechte aangezien worden voor de volgende twee aandoeningen:
| Sinus pilonidalis | Hidradenitis suppurativa |
| --- | --- |
| Bij deze aandoening is er sprake van een holte in de huid van de bilspleet die een verbinding maakt met de huid daarbuiten, waarin haren zitten die kunnen infecteren of ontsteken. Er is echter geen verband tussen perianale abcessen en ingegroeide haren en het abces doet zich rond en in de anus voor, en niet ver daar boven. | Hidradenitis suppurativa (HS), ook wel acne inversa, is een huidziekte gekenmerkt door terugkerende ontstekingen van de haarzakjes. De ontstekingen doen zich voor rond de anale regio of simpelweg in de bilspleet, maar er is geen betrokkenheid met het inwendige weefsel van het anorectale gebied. De oorzaak is vaak hormonaal of gerelateerd aan roken en/of overgewicht. Er is echter wel een verband aangetoond tussen de ziekte van Crohn en HS. |

## Oorzaken
De aandoening kan sporadisch op zichzelf staan, veroorzaakt door bacteriën in een slijmklier in de anus, maar is vaak een indicatie van een andere onderliggende aandoening, waaronder de ziekte van Crohn, een immundeficiëntie en tuberculose.De bacteriën die een anorectaal abces kunnen veroorzaken komen vaak gewoonlijk voor in het spijsverteringsstelsel, zoals E. coli. Het komt echter steeds vaker voor dat de Staphylococcus verantwoordelijk blijkt te zijn. Om die reden wordt het nuttig gevonden om tijdens de operatie een biopsie uit te voeren.
Bij personen met een verminderde afweer komen anale abcessen ook vaker voor, bijvoorbeeld bij diabetes, hiv, aids en in zeldzamere gevallen bij een erfelijke afwijking, zoals een primaire immuundeficiëntie. Het kan ook in verband staan met het gebruik van een immuunsuppressivum (bijvoorbeeld corticosteroïden of TNF-alfa-remmers).
Andere risicofactoren voor het krijgen van een perianaal abces zijn:
- anale seks
- constipatie
- fissuren
- seksueel overdraagbare aandoeningen
- zwangerschap

## Ziekte van Crohn
Anorectale abcessen kunnen zich voordoen bij de ziekte van Crohn, maar zelden bij colitis ulcerosa. De aanwezigheid of een verleden van perianale complicaties bij de ziekte van Crohn wijst op een ernstiger ziekteverloop, met name indien het zich voordoet bij een patiënt jonger dan 20 jaar.

## Colitis ulcerosa
In de jaren 50 en 60 werden perianale abcessen frequent toegeschreven aan colitis ulcerosa (20 tot 25% van de gevallen), maar tegenwoordig worden deze cijfers als misleidend beschouwd, omdat Crohn colitis en perianale Crohn nog niet werden erkend. Hedendaags wordt er bij perianale ziekte (abcessen, zweren of fissuren) uitgegaan van m. Crohn en niet van colitis ulcerosa, met name op basis van verschillen die zich voordoen bij Crohn en colitis ulcerosa. Zo is bij colitis ulcerosa altijd de endeldarm aangedaan, maar niet de anus, en bij Crohn andersom (rectal sparing, maar met betrokkenheid van de anus).

## Behandeling
Anale abcessen worden zelden behandeld met een simpele antibioticakuur. In vrijwel alle gevallen is een operatie nodig om het abces te verwijderen. Het is mogelijk om dit onder lokale verdoving uit te voeren op een afdeling van de spoedeisende hulp, maar de voorkeur wordt gegeven aan een korte ziekenhuisopname waarbij gebruik wordt gemaakt van een algehele verdoving. Antibiotica worden achteraf weleens voorgeschreven. Verwijderen van het abces resulteert in een snelle verlichting van de pijn.

## Complicaties

### Fistel
Een perianaal abces kan resulteren in een perianale fistel, een aandoening waarbij er door verzwering een onnatuurlijke verbinding is ontstaan tussen de endeldarm en de huid. Dit gaat zelden vanzelf over en kan resulteren in de noodzaak voor een operatie. De fistels kunnen ook na de operatie nog optreden. Fistels kunnen ook weer nieuwe abcessen veroorzaken. Symptomen van een fistel zijn pijn, een algeheel gevoel van malaise en soms koorts. Soms is er een rond de anus een gaatje of kleine opening te zien, waar pus, vocht en feces uit kunnen komen.

### Sepsis
Als gevolg van de ontsteking kan er sepsis optreden. Dit is echter een zeldzame complicatie.